# Kerners Schmuckblume
Kerners Schmuckblume (Callianthemum kernerianum) ist eine Pflanzenart aus Gattung der Schmuckblumen (Callianthemum) innerhalb der Familie der Hahnenfußgewächse (Ranunculaceae). 

## Beschreibung

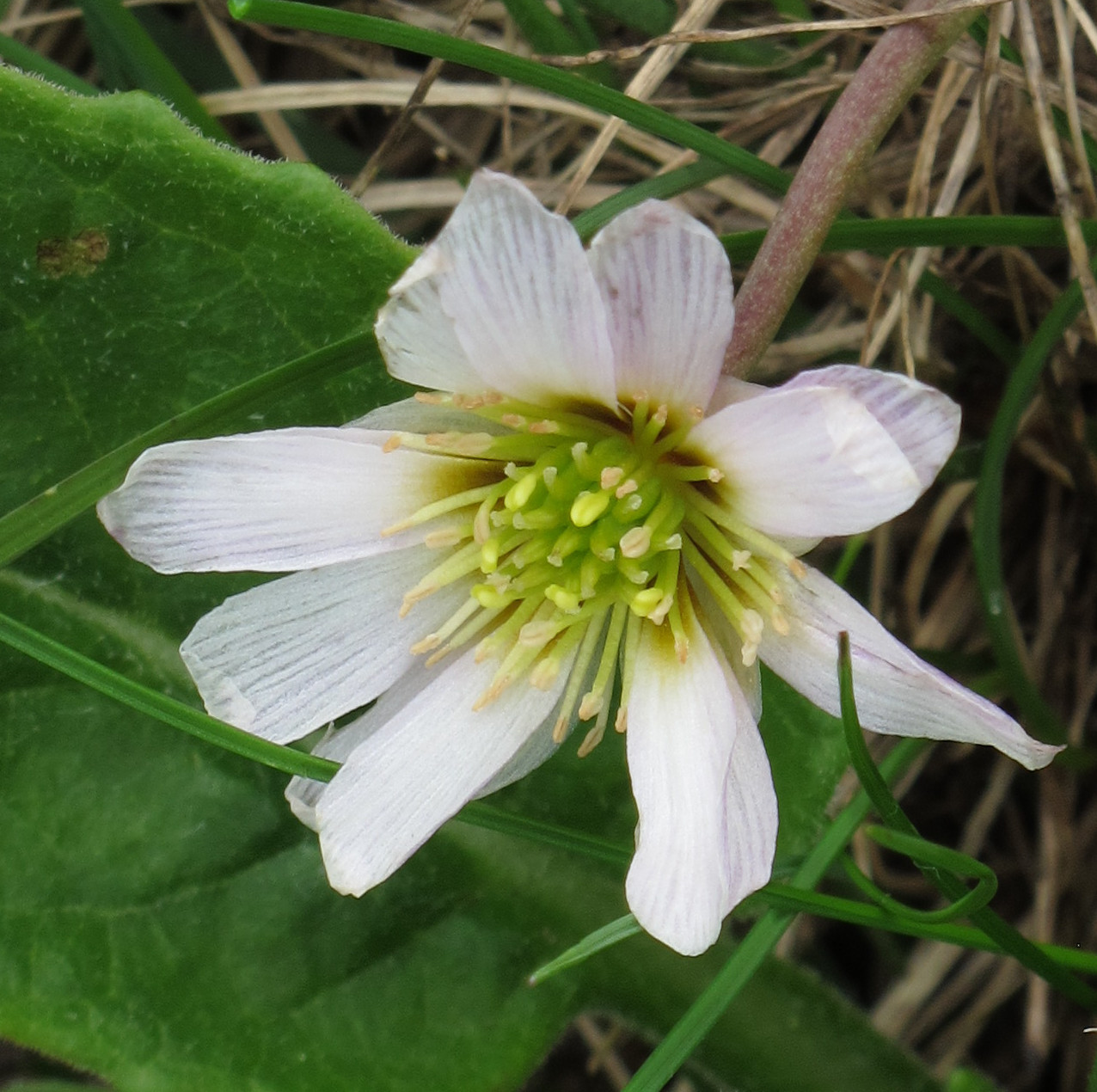
Blüte

### Vegetative Merkmale
Kerners Schmuckblume ist eine ausdauernde krautige Pflanze, die Wuchshöhen von 3 bis 6 Zentimetern erreicht. Der kahle, gekrümmte Stängel ist einblütig. Die zwei bis drei Grundblätter sind während der Blütezeit noch in der Entwicklung, später sind sie ungefähr so lang wie der Blütenstiel. Die Blattspreite ist unpaarig gefiedert mit Teilblättern, die zwei- bis dreifach fiederteilig sind mit langen, linealischen Zipfeln.

### Generative Merkmale
Die Blütezeit reicht von Mai bis Juli. Die zwittrigen Blüten sind 25 bis 35 Millimeter breit. Die fünf rötlichen Kelchblätter fallen nach der Blüte ab. Die 10 bis 20 weißlichen, oft rosa oder lila überlaufenen, schmal-eiförmigen oder keilförmigen Kronblätter sind doppelt so lang wie die Kelchblätter.
Die Früchte sind kahl.

## Vorkommen
Kerners Schmuckblume ist in den Südalpen um den Gardasee endemisch. Sie gedeiht in Höhenlagen von 1600 bis 2000 Metern auf Böden über Kalkstein, in steinigen Rasen und Weiden sowie auf exponierten Kuppen.

## Taxonomie
Die Erstbeschreibung von Callianthemum kernerianum erfolgte 1888 durch Anton Kerner von Marilaun in Josef Franz Freyn: Schedae ad Floram Exsiccatam Austro-Hungaricum, 5, S. 36.